# مذكرات الشاب إنديانا جونز
مُغامَرات إنديانا جونز وأيضاً مُذَكِرات الشاب انديانا جُونز (بالإنجليزية: The Young Indiana Jones Chronicles)، هُو مسلسل تِلِيفِزيوني أَمريكي، تم بّثُه على قَناة "أي بي سي" ABC في الفَترة مِن عام 1992 وحتى عام 1996. حَصَدَ المُسلسَل عِدة جوائز إيمي" الأمريكية، بَلَغ عَددها 11 جائزة.
يستَعرِض المسلسل في شَكل تَعليمي تَرفيهي حياة الطُفولة، والشَباب للبَطَل الشهير إنديانا جونز، تِلك الشَخصِية الخَيالِية التي جَّسَدت دَور البُطولة في سِلسلة مِن أَفلام الأَكشن السِينمائية الأَمريكية الشَهيرة. (التي كان لها دَور في إِحياء أَحد أَهم العُروض الشَهيرة وهي عُروض بروكول)
وبَعد إِلغاء عَرض المسلسل، أُنتِجَت أَربعة أفلام، عُرِضَت على شاشة التليفزيون، مِن عام 1994 حتى عام 1996 لاستِكمال أحداث المسلسل.

## الأبطال والشخصيات
- شون باتريك فلانيري: إنديانا جونز (16-22 سنة)
- كورري كاريير: إنديانا جونز (8 سنوات)
- جورج هول: إنديانا جونز (93 سنة)
- هاريسون فورد: إنديانا جونز (50 سنة)
- روني كوتيور: ريمي بودوين.
- مارجاريت تيزاك: هيلين سيمور.
- لويد أوين: البروفسور هينري جونز.
- روث دي سوسا: آننا جونز.
- دوجلاس هينشال: توماس إدوارد لورينس.
- كاترين زيتا-جونز: مايا.

## أبطال وشخصيات النسخة المدبلجة بالإيطالية
- جورجيو بورغيتتي: إنديانا جونز (16-22 سنة)
- ديفيد بيرينو: إنديانا جونز (8 سنوات)
- لويجي لامونيكا: إنديانا جونز (50 سنة)
- جانني موزي: إنديانا جونز (93 سنة)
- باولو لومباردي: ريمي.
- فرانسيسكو براندي: هينري جونز.
- سيلفيا بيبيتوني: آننا جونز (صوت 1)
- آننا شيزاريني: آننا جونز (صوت 2)
- روبرتو بيديتشيني: توماس إدوارد لورينس.
- فرانسيسكا فيورنتيني: مايا.
- لويجي لامونيكا: سينيور كارتر.
- سيمون دي اندريا: إنديانا جونز (16-22 سنة)

## عناصر العمل
- المُؤلِف: جورج لوكاس
- المُخرِج: ستيفن سبيلبرغ
- التصوير: ديفيد تاتيرسال
- الموسيقى التصويرية: لورنس روزنتال وجون مكنيلي
- الديكور: جافين بوكوت
- الأزياء: تريشا بيجار
- المؤثرات: شركة ماجيك الأمريكية لصناعة الإضاءة والمؤثرات
- المنتج: ريك مكالوم
- المُنتِج المُنفِذ: جورج لوكاس
- شَرِكات الإِنتاج: شَرِكة لوكاس فيلم، شَرِكة إمبلن للترفيه، وشَرِكة بارامونت

## الأحداث
إُنتِجَت هَذِه السِلسِلة، لتَكون بَرنامجاً تَعلِيمياً مُوَجَها للشباب، وكَثيرة هي الأَحداث والشخصيات التارِيخية الّتي ظَهَرت في خَلفية أَحداث تلك المُغامرات.
حَيثُ دارَت أحداث العَديد مِن الحَلَقات حَول إنديانا جونز المُسِن، –في نيويورك الحالية عام 1993- الذي يَلتَقي شخصيات تَاريخية تُذَكرِه بمُغامراته التي عاشها في الماضي، فِيما تَستَعرِض حَلَقات أُخرى أَحداث طُفولَتِه حِينما كان يبلُغ مِن العُمر 10 سنوات وأحداث مراهقته أيضاً في سِن السادسة عشرة وحتى سِن الحادية والعشرين.
اِلتقى إنديانا جونز، خِلال أَحداث المسلسل بمَجمُوعة مِن الشَخصِيات في أَماكِن مُختَلِفة مِن بَينها مصر، والنمسا، والمجر، والهند، والصين، وأوروبا. حَيثُ اِلتَقى بعِدة شَخصيات تاريخية أَهمها ليف تولستوغ، تيودور روزيفلت، بانشو فيللا، ألبرت شويتزر، تشارلز ديجول وجون فورد.
فعَلى سَبيل المِثال، كان إنديانا جونز في البِداية بصُحبة توماس إدوارد لورنس ثم تَوالت الأَحداث فِيما بَعد وانتَقَل إِلى المكسيك، وكان بصُحبَة بانشو فيللا، التَقى حِينها بعَدَد مِن الشَخصيات أَيضاً مِثل إدجار ديجا، بابلو بيكاسو وإيليوت نيس، تشارلز ديجول، آل كابون، نورمان روكويل، لويس أرمنسترونغوأيضاً وينستون تشيرشيل، وسيجموند فرويد. وتَعاقَبَت الأَحداث بَعد ذَلك إِلى حِين وَقَع في صِراع مع شاب يُدعى إرنست هيمنغواي على حُب فَتاة لَعِبت دَورها الممثلة الإيطالية فيرونيكا لوغان.
ارتَبَطَت أَحداث المُسلسل كَثيرا بالأَعمال السِينمائية التي جَسَدَت بُطُولَتها شَخصية إنديانا جونز، فنَجِد -مَثلاً- حِكاية إنديانا جونز مع أَبِيه التي كان يَرويها فيلم "إنديانا جونز والحملة الأخيرة" تَطَوَرَت أَحداثها في المُسلسَل بشَكل مَلحُوظ في رحلات عَدِيدة جَمعتهُما معاً. ومِن الأَحداث المُتكَرِرة أيضاً بالمُسلسَل، البَحث عَن الألماسة الثَمِينة عَين الطاووس، وهذا بالمِثل ما رَأيناه في فيلم إنديانا جونز ومعبد الهلاك". وهُناك أيضاً واحدة مِن أَهم الرَحلات التي استَعرَضها المُسلسل، كانت قد استُعرِضَت مِن قَبل في فيلم "إنديانا جونز ومملكة الجمجمة الكريستالية" والتي رَوى فيها إنديانا جونز حِكايته مَع بانشو فيللا ومات ويليامز.

## الإنتاج
«كَم يُسعدُني، أَنني بَعِيد تماماً عن الإِنتاج التِليفزيوني. فَقَط، أَنا أَفعل ما يَحلو لِي فِعلُه، أَروي ما أَشاء مِن الحِكايات، أَسعى جاهِداً إِلى أَن أَكُون مُلتَزِمًا بالمَعايير، والقَواعِد، والضَوابِط المَشرُوطة مِن ذَلِك الالتِزام بالمَواعِيد النِهائية لإِنتاج كُل عَمَل، والرَاعِي الرَسمِي، وما إِلى ذَلك. هَذا حَقَا ما يضرُوق لي، رَغم أَنه غَالِبًا ما يَحدُث. إِنَني أَقُوم بإِنتاج فيلمًا واحدًا أَو فيلمين على الأَكثر في السَنة، بَينما الآن هَاأَنَذا الشَخص نَفسُه، أُنتج حوالي سبعة أفلام في السنة. هذا جَد كَثير ولكنه يُسعِدُني حَقاً.» (جورج لوكاس)
خِلال فَترة إِنتاج سِلسِلة الأَفلام الشَهيرة لإنديانا جونز، كان فَريق العَمَل دائماً ما يتَساءل عَن الحَقائق والمَعلُومات المُتعلقة بتِلك الشخصية الخيالية، التي ابتَكرَها جورج لوكاس.
وفِي أَثناء التَحضِير لفيلم «إنديانا جونز والحملة الأخيرة» قَرر المنتج جورج لوكاس والمخرج ستيفن سبيلبرغ، عَرض خلفية موجزة عن شَخصية إنديانا جونز في المَشهد الافتِتاحي للفيلم. وعليه فَقَد قَام جورج لوكاس، بِناءًا على تَرشِيح مِن هاريسون فورد باختِيار ريفر فوينكس، للقِيام بِدَور إنديانا جونز الشاب.
ومِن وَحي هَذا المَشهد، قَام جورج لوكاس بالتَخطِيط لإِنتاج مسلسل تِليفزيوني يسَتعِرض مغامرات إنديانا جونز الشَاب. لَكِن المُسلسَل لَم يَكُن سَيَسرِد مغامرات إنديانا جونز الشاب في الَبحث عن القِطَع الأَثرِية الثَمينة ومُصارَعة خُصُوم الشَر، بَل كان مِن المُخَطَط لَه أَن يَستَعرِض الأَحداث التي شَكلَت مَحاوِر ومَكنُون وعَقلِية شَخصِية إنديانا جونز.

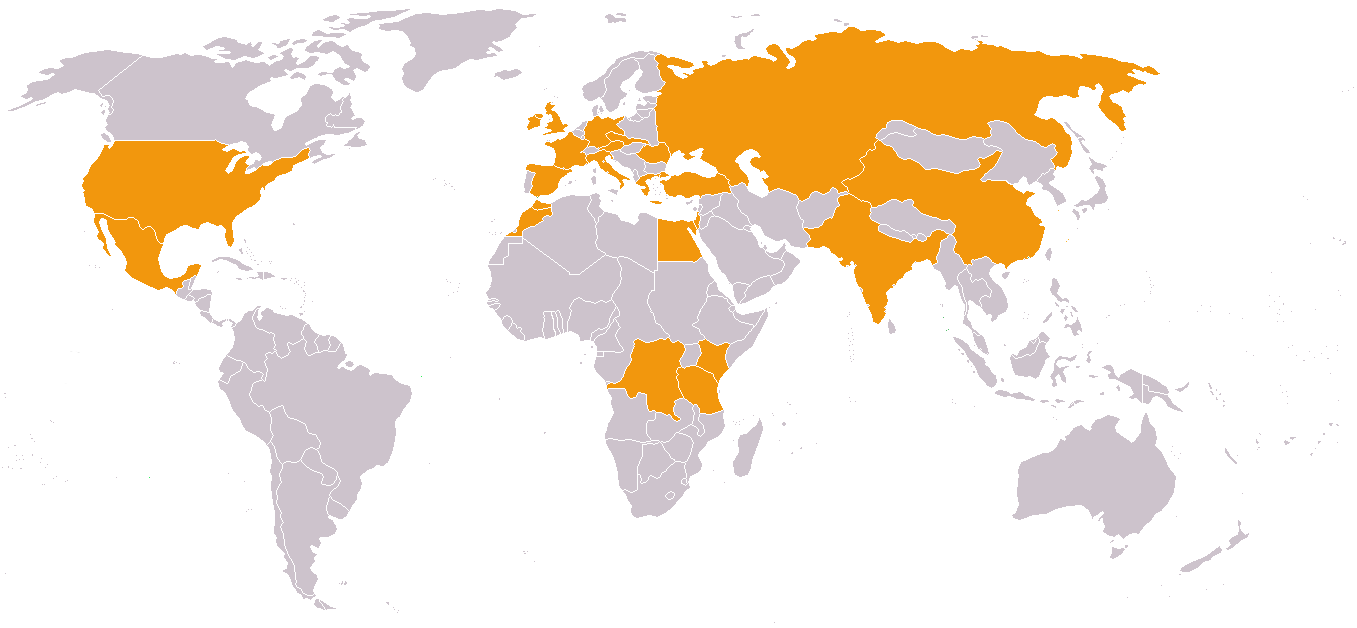
خريطة الدول التي زارها إنديانا جونز في المسلسل.

تَوَلى جورج لوكاس مُهِمَة المُنتِج المُنَفِذ، وأيضاً مُؤلف العَمَل.
ولِكَونِه مُنتِج العَمَل، فَقَد اختار المُنتج روبرت واتس، الذي شارَك مَعَه فِي إِنتاج سِلسِلة أَفلام انديانا جُونز الشَهيرة. إِلا أَن روبرت واتس اعتَذَر عَن عَدَم المُشارَكة في هذا العَمَل، وَرَشَح مَكانَه ريك مكالوم وَهُو مُنتِج بريطاني، ذُو خِبرات عَدِيدة في مَجال الإِنتاج التِليفِزيوني.
وَكان لجورج لوكاس لِقاء مَع ريك مكالوم في مارس عام 1990، حيثُ عَرَض عَليه خِطة العَمَل، التي لَاقَت استِحساناً مِن ريك مكالوم الذي وافَق عَلى الاشتِراك في العَمَل بِحَماس بالِغ.
وَما أَن بَدأ العَمَل عَلى إنتاج المسلسل، شَرَع ريك مكالوم في اختِيار فَريق العَمَل لتَصوِير المُسلسَل وإِخراجِه للنُور.
وَكانت رَغبة جورج لوكاس أَن تَكُون حَلقات المُسلسل مُنفَصِلة مُتصِلة، بِحيثُ تتِناول كُل حلقة أَحداث وَمَوضُوعات مُختَلِفة، وَلا يَرغَب في أَن تتَناوَل حَلقات المُسلسَل مَوضُوعات مُتشابِهة. وَلِتَحقيق ذَلك، وَجَد أَنه يَستَلزِم اشتِراك أَكثَر مِن كاتب ومخرج للعَمل. وبالفِعل بَدأ ريك مكالوم مَرحَلة البَحث عَن كُتاب ومُخرجين للمُسلسَل. وخِلال عِدة أَشهُر مِن البَحث المُستمِر، التَقى ريك مكالوم بِعَدَد كَبِير جِدًا مِن الكُتاب بَلَغ حَوالي سِتِين كاتِبًا، وبِجميع المُخرِجين تقريباً في هذه الفَترة.

## سيناريو
كَتَب جورج لوكاس سيناريو المسلسل، وَهُو عِبارة عَن سيناريو طَوِيل مُفِصَل حَول أَحداث حَياة إنديانا جونز وَقَسَمَه إِلى حَلقات، وَفِقرات مُلَخَصة تَتَناوَل كُل فقرة أَحداث مُرتَبِطة بِحَياة إنديانا جونز. واحتَوى السيناريو على سَبعين حلقة، تَسرِد حَياة إنديانا جونز مُنذُ طُفولَتِه عام 1905، وَحَتى شَبابِه. يَتَضَمَن مُلَخَص كُل حلقة، مَكان الحَدَث، وَتارِيخ الحَدَث، والشَخصِية التارِيخية التي التَقى بِها انديانا جُونز. كَما يُعَد مُلَخَص كُل حلقة، مَبنِي عَلى أَحد الأَفلام مِن سِلسِلة أَفلام إنديانا جونز، أَي أَنهُ امتِداد وَتَطوُر لأَحَد سِيناريوهات أَفلام السِلسِلة. وَمَعَ الانتِهاء مِن إِعداد المُسلسَل، كَانَ قَد تَم تَصوِير 31 حلقة فَقَط مِن بِين الحَلقات ال 70 التي كَان مِن المُقَرَر تَصوِيرَها. وَلَو كَان استُؤنِف تَصوِير حَلقات المسلسل لِمَوسِم آَخَر جَديد، لَكان سَيلتَقي إنديانا جونز بِشَخصيات أِخرى فِي مَراحِل أُخرى مِن حَياتِه، تِلك الشَخصيات التِي ظَهَرَت فِي فيلمه «سارقوا الصندوق الضائع.» مِثلَ: ابنير رافينوود (القدس، يونيو 1909)، وريني بيلوك (هندوراس، ديسمبر 1920). بالإِضافة إِلى أَن حَلقات أُخرى، كَان مِن شَأنِها أَن تَسُد الفَجوة الزَمنِية بَين أَحداث الحَلقات السابِقة (لوهافر، يونيو 1916، برلين، أواخر أغسطس عام 1916). وَحَلَقات أُخرى كانت سَتَستَعرِض حَياة إنديانا جونز الطِفل الصغير (برينستون، مايو 1905).
وفِي أَثناء تَصوِير المُسلسَل كَانت الأَساطِير المُتَداوَلة والرَائجة حَول وُجود الجماجم الكِريستالِية تُثير تَشويق وفُضُول جورج لوكاس.
وَكان مِن المُخَطَط أَن تُعرَض الحَلقة ضِمنَ المَوسِم الثالِث، وَكانت ستَشهَد تحالف إنديانا جونز مع بيلوك، للبَحث عن إِحدى الجماجم الكِريستالية. إِلا أَن الحَلَقة لَم يَتِم تَصوِيرها وَلكِن ظَلَت الفِكرَة مَوجُودَة إِلى أَن تَبلوَرَت وَتَم تَنفِيذَها في فيلم بِعُنوان «إنديانا جونز والجمجمة الكريستالية».

## فريق العمل
فِي يَنايِر عَام 1991، بَدَأ التَحضِير للمسلسل، وَبَدَأ مُنتِجو المُسلسَل فِي اختِيار الممثل الذَي سَيَقُوم بِدَور البُطُولَة وَيُجَسِد شَخصِية إنديانا جونز.
وَكان مِن أَبرِز المُرَشَحِين لِدَور البُطُولَة، هُما الممثل هاريسون فورد، والممثل ريفر فوينكس، وَقَد تَلَقَى كُلَا مِنهُمَا اِتِصالًا هاتِفياً مِن المنتج جورج لوكاس، لإِبلاغِهما بِتَرَشُحِهِما لِأَداء كُل مِن شَخصِية إنديانا جونز المُسِن وإنديانا جونز الشاب. رَفَض هاريسون فورد العَرض، زَاعِماً بِأَن هَذا العَمَل التِليفِزيُوني، لَن يُضِيف شَيئاً جديداً إِلى رَصيدِه الفَني. كَما رَفض ريفر فوينكس هُو أيضاً، لِأَنَه دائماً ما يُشارِك فِي أَعمال تِليفِزيونية مِن هَذا النَوع وَيَرغَب بالانفِصال عَن هَذا الوَسَط الإِعلامِي (التليفزيون). وَكان ريفر فينكس أَبرَز المُرَشَحِين لِدَور إنديانا جونز، قَد قَام بالفِعل بِدَور انديانا جُونز فِي فيلم
«إنديانا جونز والحملة الأخيرة»

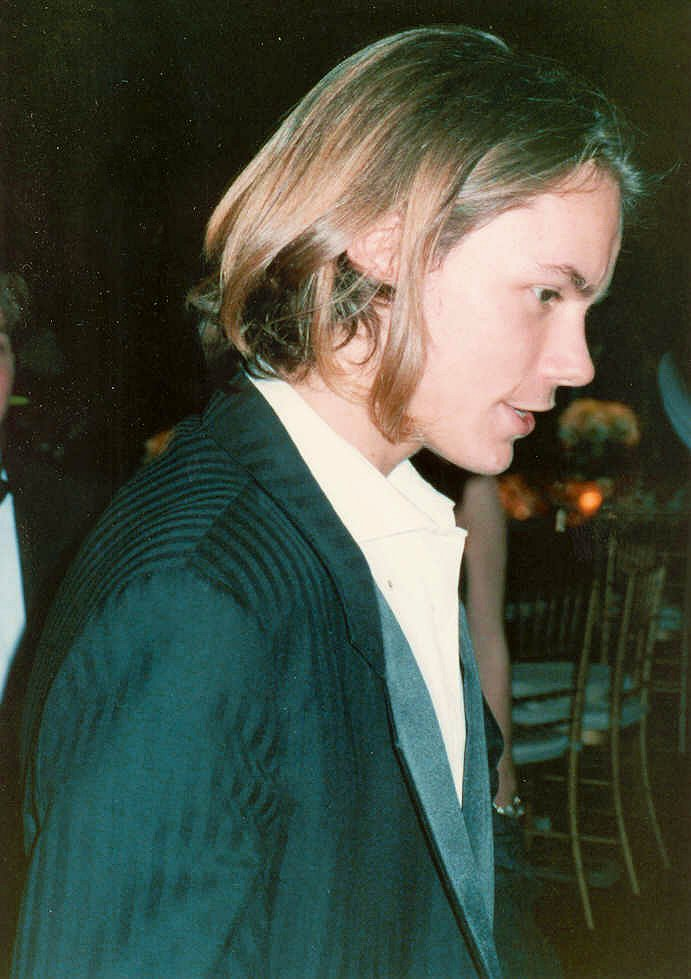
صورة للممثل ريفر فوينكس

لَعِبَ الممثل الفَتَى كوراي كاريير، الذَي كَان يَبلُغ مِن العُمرِ 11 سَنة دَور إنديانا جونز وَهُو فِي العاشِرة مِن عُمرِه، وَكان قَد شارَك فِي بَعض الأَعمال السينمائية مِثل «سبنسر: فور هاير»(Spenser: For Hire)، و«ساحرات إيستويك».(Le streghe di Eastwick,). بَينَما قَام بِدَور إنديانا جونز فِي مَرحَلة الشَباب، المُمَثِل شون باتريك فلانيري الذِي كَان يَبلُغ 26 عاماً وَوَقَع عَلَيهِ الاختِيار مِن بِين 100 مُمَثِل شَاب.
وَبَعد أَن تَم التَعاقُد مَعه عَلى المسلسل، سَافَر شون باتريك فلانيري إِلى لندن وَقَضى بِها أَربَعة أَشهُر استِعداداً لِدَورِه الجَديد، تَعَلَم خِلالَها العِراك بالأَيدي وركوب الخيل.
وَقال فلانيري عَن دَورِه بالمُسلسَل أَن شَخصِية إنديانا جونز التِي سَيَقُوم بِتَمثِيلِها هِي شَخصِية مُتَهَوِرة ومُستَهتَرة نَوعا ما وَذلِك بالطَبع يَرجِع إِلى كَونِه فِي سِن المراهقة، وَقد حاوَل مُحاكاة النَجم هاريسون فورد فِي تَعبيراتِه وَحَركاتِه أَكثَر مِن طَريقَة تَمثيلِه وَأَدائه وأُسلوب حَديثِه. فَقد تَعلَم مِشيَتُه والفروسية مِثلَهُ، فَضلاً عَن مُحاكاة طَريقة ارتِدائه للقُبَعة وَاستِعمال السوط. وَلَم يَقُل أَبداً أَنَهُ يَرمِي إِلى تَقلِيد هاريسون فورد، وَلكِن هَذا هُو انديانا جُونز! وَهَذا كُلُ ما نَعرِفُه عَن تِلكَ الشَخصِية الخَيالِية لِهَذا فَقَد قَامَ بإِضافَة بَعض الحَركاتِ للشَخصِية."
أَما عَن دَور انديانا جُونز العَجُوز فَقد وَقَع الاختِيار عَلى المُمَثِل المَسرحي جون هول لِأَدائه. وَقَد حَصَل جون هول عَلى دِبلُومة مِن مَدرَسَة المسرح فِي نيويورك وَعِمل مَع عِدَة شَخصِيات فَنِية فِي هوليود مِثلَ ريتشارد جير. وَلَم يَتَرَدَد جون هول فِي قَولِه بِأَن شَخصِية إنديانا جونز المُسِن تَختَلِف تَماماً عَما يَعرِفه العامَة عَن انديانا جُونز بَطَل أَفلام السينما.
وَعَلى الرَغمِ مِن أَن ريفر فوينكس شَارَك فِي فيلم «إنديانا جونز والحملة الأخيرة» إِلا أَن أَحَداً مِن المُمَثِلين الثَلاثة لَم تَسنَح لَه الفُرصَة لِمُقابَلة النَجم هاريسون فورد بِشَكلٍ شَخصي، لِذا فَقد أَعطاهُم ريك مكالوم أَشرِطة فيديو للأَفلام الثَلاثة حَتى يَتَسَنى لَهُم دِراسَة شَخصِية وسيكولوجية إنديانا جونز بِشَكلٍ جَيِد لِكَي يِستَطِيعُوا أَداء الشَخصية فِي ثَلاث مَراحِل مُختَلِفة مِن حَياتِه.
وَمِن أَبرَز الشَخصِيات الجَديدَة التِي ظَهَرَت فِي المُسلسَل هِي شَخصية السَيدة هيلين سيمور، والتِي قَامَت بِدَورِها المُمَثِلة مارجريت تايزاك. وَكانَت السَيدة هيلين سيمور هي مدرسة لإنديانا جونز وَكانَت تَتَوَلَى مَسؤولِية تَعلِيمِه. فِي البِدايَة لَم تَكُن عَلاقَة إنديانا جونز بالسِيدة هيلين جَيِدة وَلَكِنه مَع مُرُورِ الوَقت أَيقَن أَنهُ تَعَلَم مِنها الكَثِير مِن أُمور الحَياة وَهي التِي شَجَعَتهُ وَحَفَزَتهُ عَلى حُب التارِيخ. وسُرعان ما أَيقَنَت السَيدة هيلين أيضاً أَنها تَأَثَرَت هِي الأُخرى بإنديانا جونز وَتَعَلَقَت بِه كَثِيراً.
وَلَم تَجِد مارجريت تايزاك- التِي نالَت جائزَة توماس عَن دَورِها فِي أَحَد الأَعمال الكُومِيدِية (Lettuce and Lovage)- صُعُوبَة فِي أَداء دَور السَيدة هيلين سيمور نَظَراً لِخِبرَتِها مَع ذَلِك النَوعِ مِن الأَدوار.

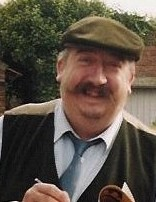
روني كوتيور ممثلا شخصية ريمي بودوين

وَظَهَرَت أَيضاً شَخصِية ريمي باودوين لِأَوَل مَرَة فِي المُسلسَل، وَهُو طاهي بلجيكي يَتَحَلَى بِطابَع حَنُون وَهُو رَجُل عَمَلِي وسَرِيع الانفِعال فِي الوَقت ذاتِه. وَقَد التَقى بإنديانا جونز في المكسيك وَكان وَقتئِذ فِي السابِعة عِشرة مِن عُمرِه وَظَهَر ريمي بصفته مُؤيداً وداعِماً ل بانشو فيللا بَعد مَقَتَل زَوجَتِه لوبي عَلى يَدِ الفِيدرَالِيين. وَقَد قَامَ بِدَورِه المُمَثِل الكُومِيدي روني كاوتيور وَهُو بلجيكي الجِنسِية أيضاً.
أَما المُمَثِل لويد أوين الذِي لَعِب دَور السِّيد هنري جونز وَاجَه صُعُوبَة بَالِغَة فِي تَجسِيدِ ذَلِك الدَور الذِي لَعِبَهُ وَمَثَلهُ بِبراعَة أَحَد أَشهَر النُجُوم اللامِعين وَقتها وَهُو النَجم شون كونيري.
حاوَل لويد أوين إِبراز الشَخصِية مِن جَميعِ الجَوانِب مُستَعيناً بِأَساسِياتومحاور الشَخصِية التِي قُدِمَت فِي الفيلم. حَيثُ صَّرحَ بأَنهُ لَم يُحالِفُه الحَظ بالحَديثِ مَع كونيري لَكَنَهُ يَدرُس أَفلامَه جَيداً حَتَى يَتَمَكَن مِن تَقليدِه ومُحاوَلة أَداء الدَور بِنَفس طَريقَة كَلامِه وتَمثِيلِه. وَكَما ظَهَر السَيد هينري جونز فِي فيلم «إنديانا جونز والحملة الأخيرة» فإِنَهُ مَازال فِي عَمَلِية بَحث مُستَمِرة عَن الكَأسِ المُقَدَسة في المُسلسَل.
وَعَلى العَكسِ تَماماً من لويد أوين، فَإِن الممثلة روث ديسوسا كانَت لَدَيها مِساحَة حُّرَة لابتِكار وَصِناعَة شَخصِية آننا جونز والدة إنديانا جونز لِأَدائها بالطَريقَة المُناسِبة.
وَرغم تِكرار ظُهُور شَخصِية آننا جونز مَّرات عَدِيدَة فِي حَلقات المسلسل لَم يَتَضَمَن السيناريو التَفاصِيل الكافِية عَنها لِذَلِك أِضافِت روث ديسوسا الكَثِير مِن التَفاصِيل والمَشاهِد المُختَلِفَة للشَخصِية بالاتِفاق مَع جورج لوكاس.
سَاعَدَت كُل تِلكَ الإِضافات والابتِكارات عَلى خُرُوجِ شَخصِية الأم آننا جونز بِشَكلٍ رائع حَّقاً حَيثُ ظَهَرَت شَخصِية الأم قَوِّية مُفعَمَة بالحَيوِية وَظَهَر تَعَلُقها وارتِباطها الوَثيق بابنِها إنديانا جونز وَوَصَفتها روث ديسوسا بأَنها «سَيدة تَتَمَتع بِجمالٍ وَرِقةٍ وِعُذُوبَة وَذَكاءٍ مُنَقَطِع النَظير».

## ضيوف الشرف

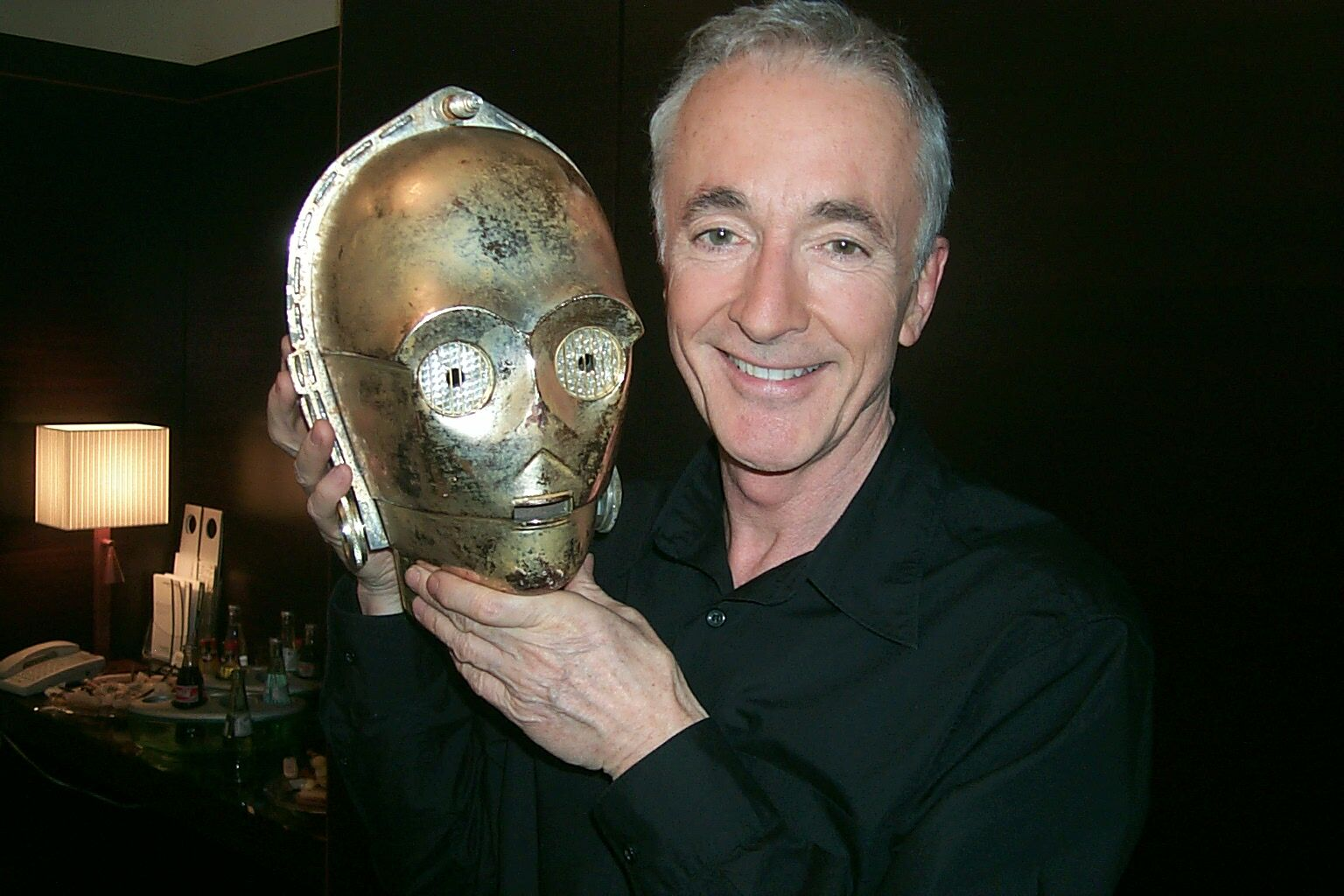
صورة للممثل أنطوني دانيلز

تَضَّمَنَ مسلسل مُغامَرات إنديانا جونز مَجمُوعَة مِن الأَدوارِ الصَغِيرَة التِي ظَهَر فِيهَا عَدَد مِن المُمَثِلين كَضُيُوف شَرَف فِي بَعضِ الحَلَقاتِ.
وَمِن ذَلِك ظُهُورِ المُمَثِل هاريسون فورد فِي دَورِ إنديانا جونز فِي سِن الخَامِسة عَشرة فِي إِحدى الحَلَقاتِ بِعُنوانِ (Indiana Jones and the mistery of the Blues/ سر البلوز) التِي بُثَت عَلى شاشَة التِلفاز فِي مَارِس عام 1993.
وَظَهَر المُمَثِل باول فريمان –الذِي لَعَب دِور ريني بيلوق فِي فيلم «سارقوا الصندوق الضائع»- فِي دَور شَخصِية رَجُل يُدعَى فريدرك سيلوس فِي حَلَقَتَينِ مِن حَلَقات المُسلسَل.
كَما تَضَّمنَ المسلسل عِّدَة أَدوار أُخرى مِثل:
دَور الُمَمثِل المخضرم أنطوني دانيالز، الذِي لَمَعَ فِي دَورِه فِي سِلسِلة أَفلام "حرب النجوم" (حَيثُ ظَهَر فِي دَورِ فرانسوا وَهُو عالِم فرنسي بَارِع قَدَمَ لإنديانا جونز حَقِيبَة مَملُوءَة بالأَدَواتِ التِي سَتُساعِدُهُ فِي إِتمام مَهَمَتَهُ بألمانيا، مُحاكِياً بِذَلِك شَخصِية كيو التِي ظَهَرَت فِي أَفلام "جيمز بوند") وَقَد ظَهَر فِي حلقة "هُجُوم الصُقُور)
إِلى جانِب ظُهُور بَعض المُمَثِلين فِي عِّدَة أَدوار أُخرى مِثل: كريستوفر لي، وماكس فون سيدو، يان مكديارمد، ولوكاس هاس، ودانيال كرايغ، وإليزابيث هورلي، وكاترين زايتا-جونز.

## فريق التقنيات والتصوير
إِنَهُ مِن غَيرِ المألُوفِ، أَن يُجري تَصوير مُسلسَل فِي أَماكِن مُختَلِفَة فِي قارات عِّدَة حَولَ العالَم. لِذا، لَجَأ فَرِيقُ العَمَلِ لاستِخدامِ صِيغَة ال 16 ملم فِي التَصويرِ بَدَلاً مِن الصِيغَة الكلاسيكية 35 ملم لِتَخفِيضِ تَكلِفة الإنتاج للمُسلسَل –َحيثُ كانَت تَكلِفَة إِنتاج الحَلَقَة الَواحِدة تَصِل إِلى مِليُونِ دولار أمريكي تَقرِيباً-. وَقَد تَقَّرَر تَجميع كُل حَلقَتَين مِن حلقات المُسلسَل عَلى شَرِيطِ واحِد يَتِم عَرضُهُما مُنفَصلَتين أو مُتصَلتَين. واستَغرَق تَصوير كُل حَلقَة عَلى حِدة ثَلاثة أَسابيع.
وَتَم تصوير المسلسل عَلى ثَلاث مَراحِل: المَرحَلَة الأُولى ما بَين عام 1991 وعام 1992 وَتضَمَنَت 16 حَلقَة مِن المَوسِم الأِوَل، والمَرَحَلَة الثانِية مِن عام 1992 وعام 1993 تَضَمَنَت الحَلقات الاثنا عشر المُتَبَقِية. أَما المَرحَلة الثالِثة فَشَهِدَت تَصوير 4 أفلام تِليفِزيونية.
وَقَد شارَك فِي العَمَل مَجمُوعَة مِن المُخرِجين، والكُّتاب البارِزين وَهُم فرانك دارابونت، ونيقولاس رويغ، وبيل أوغست، ومايك نيويل، ودييبا ميتا، وجوي جونستون، وتيري جونز، وكاري فيشر. وَقَد شارَك بَعض أعضاء فريق التقنيات والتصوير فِيما بَعد فِي إنتاج سِلسِلة الأَفلام الشَهيرة «حرب النجوم»، وَهُم، السيناريست جافين بوكوت، وَمُصَمِمَة الأزياء تريشا بيجار، ومدير التصوير ديفيد تاتيرسال.

## المونتاج
«إِنَ ما يُعرَف بِمَرحَلَة ما بَعدَ الإِنتاج أَصبَحَت الآن جُزءا لا يَتَجَزَأ مِن أَي عَمَل إِبداعِي» (جوناثان كيتون)
كان جورج لوكاس يَطمَح إِلى أَن يَخرُج المسلسل بالشَكلِ نَفسِه وبالجَودَة ذاتِها التِي تَتَمَتَع بِها الأفلام السينمائية وأِن يَخرُج بِصُورَةٍ غَير مَعهُود بِها مِن قِبل بالنِسبِة لِعَمَل تِليفِزيوني وأَن يَتَحَقَق ذَلِك فِي مُدَة تَصوير قَصِيرَة وبِميزانِية وتَكلِفَة مُتَوَسِطَة.
وَرغم كُل شَيء، كان هَذا مُتاحا تَنفيذَه بِفَضل التَطَوُر التِكنُولُوجِي الذِي شَهِدَه عالَم المونتاج وإِضافة المُؤثِرات وغيرها.
وَقَد تَعَّهَدَت شَرِكَة ويسترن للتصوير (western images) الكائنة في سان فرانسيسكو تَنفيذ أَعمال المونتاج وإِضافَة المُؤثِرات للمُسلسَل بِجَميع حَلَقاتِه وَذَلِك بالتَعاوُن مَع شَرِكة لوكاس فيلم، وَهِي الشَرِكَة نَفسَها التِي قامَت بأَعمال المونتاج للفيلم الإِبداعِي (Il tagliaerbe/قَّصاص الحشائش).
وَخَرَجَت حَلَقات المُسلسل بَعد المُونتاج بِشِكل مُبدِع للغاية لم يَرَه المُشاهِد مِن قَبل. وَيَشمَل المونتاج إِضافات وَتَحسِينات للإضاءة على الشَخصيات أَو الخَلفِيات، كما تَضَّمَن المونتاج تَعديل للصورة مِن حَيثُ عَمَل ازدِواجِية فِي بِعض المَشاهِد وَتَحسِين جَودة الصورة.
فَعَلى سَبِيل المَثال فِي أِحد مَشاهِد الحلقة الافتتاحِية للمسلسل كان إنديانا جونز مُحاطاً بأَربَعِين مِن الرِجال المُخلِصين والمُؤيدِين لبانشو فيللا. لَكِن المَشهَد الحَقيقي تَم تَصويرُه بِعَشرَة رِجال فَقَط عَلَى ظِهر الجِياد بَسَبَب ارتِفاع تكاليف تأَجير الخيول وأَثناء المونتاج قامَت الشَرِكتان «لوكاس فيلم» و«وسترن للتصوير» بِعَمَل ازدِواجِية للصُورة لِهذَا المَشهَد بِحيثِ يظهَر إنديانا جونز مُحاطاً بأَربَعين مِن الفُرسان عَلى ظَهر خُيُولِهِم.
وبِفَضل الإِضافات البارِعة والمُبتَكَرَة وبِفَضل التَقَّدُم الذِي شَهِدَهُ قِطاع المُونتاج والفَّن بِشَكل عام، عَزَم جورج لوكاس عَلى بَدأ العَمَل عَلى تَصوير سِلسِلة أفلام سينمائية جَديدة تَحت عُنوان "حرب النجوم" وَذَلِك فِي عام 1999 وبَدَأ بِإطلاق أَول فيلم بِعُنوان "تَهديد الأَشباح/ La minaccia fantasma)، حَيثُ نالَت السَلسَلة حَّظاً وافِراً مِن الإِضافات والمُونتاج لها والتِي شَمَلَت العَديد مِن الخِدِع السينمائية والماكياج والمُؤثِرات الرائعة.

## موسيقى تصويرية
قَام المؤلف المُوسِيقِي لورنس روزنتال بِوَضع الموسيقى التصويرية الرَئيسة للمسلسل كاملاً وكان قَد رَّشَحَهُ الفَنان الموسيقي جون ويليامز إِلى جورج لوكاس لِتَألِيف الموسيقى التصويرية للمسلسل، حَيثُ كان جون ويليامز قَد قام بإِعداد الموسيقى التصويرية لِعَدَد كَبِير مِن حَلَقات المسلسل. وَأَّلَف جويل مكنيلي الموسيقى التصويرية للحَلَقات المُتَبَقِية.
وَكانَت الموسيقى التصويرية التِي أَعَّدَها جون ويليامز للمُسلسَل تُعَّد حَدِيثة إِلا أَن لورنس روزنتال أَعاد تَوزِيع وَتَنسِيق المُوسِيقَى التَصوِيرِية فِي الحَلَقات حَّتى يَصِل إِلى التَناغُم المُوسِيقى بين المَواسِم الثلاثة والتَوافُق المُوسِيقِي بَين المسلسل وسِلسِلة أفلام إنديانا جونز. بالإِضافة إِلى قِيامِه بابتِكار بَعض الإِضافات المُوسيقية سَواء لشَخصِيات المُسلسل بِشَكل عام، أو لشَخصِية إنداينا جونز بشكل خاص.

## الحلقات
تَتَكَّوَن سِلسِلة مُغامَرات إنديانا جونز فِي مُجمَلِها مِن 29 حلقة مُقَّسَمَة إِلى مَوسِمَين بالإِضافة إِلى مَوسِم ثالِث تَضَّمَن أَربَعَة أفلام تِليفِزيُونية. وَتَّم عَرض السَلسَلة فِي أمريكا للمَّرَة الأُولى فِي الفَترَة مِن الرابِع مِن مارِس عام 1992 حتى السادِس عشر مِن يونيو عام 1996، على شاشة قناة أي بي سي الأمريكية. ثُّمَ تَّمَت دَبلَجَتُه باللُغَة الإِيطالِية وعُرِضَ فِي إيطاليا لِلمَرّة الثانية فِي الفَترَة مِن عام 1993 حتى عام 1994.بَدَأ العَرض على قَناة راي 1 بَدْأاً مِن العِشرِين مِن أَبريل 1993 حتى الرابِع عَشَر مِن يَنايِر 1994، وَبَعدَهَا تَّم عَرضُه على قَناة راي سات 2 مِن السادِس عَشَر مِن مارِس 1998 حتى الَأّوَل مِن نُوفمبر 2006، وَكَذَلِك عُرِضَ على قَناة LA7 فِي عام 2001.

### العرض الأصلي بأمريكا
تَّمَ بَّث المسلسل على التِليفِزيُون الأمريكي، على النَحوِ التالِي:
- المَوسِم الأَوَل، 6 حَلَقات، عام 1992.
- المَوسِم الثانِي، 23 حَلَقَة مِن عام 1993 حتى عام 1994.
- المَوسِم الثالِث، 4 حَلَقات، مِن عام 1994 حتى عام 1996.

### العرض الثاني في إيطاليا
تَم عَرض المُسلسَل على التَليفَزيون الإِيطالي على النَحوِ التالِي:
- المَوسِم الأَول، 3 حَلَقات مِن عام 1993 حتى عام 1994.
- المَوسِم الثانِي، 23 حَلَقَة من عام 1993 حتى عام 1994.
- المَوسِم الثالث، 4 حَلَقات مِن عام 1993 حتى عام 1997.

## بداية عرض الحلقات
بَدَأ البث التِليفِزيوني لمسلسل مُغامَرات إنديانا جونز، فِي مارِس عام 1992 على قناة أي بي سي الأمريكية، وَبَدَأ العَرض بالحلقة الأُولى (الحلقة الافتتاحية للمسلسل). وكانَت الحَلقة، عِبارة عَن حَلقة مُجَّمَعة تَحتَوي حَلقتَين مِن حَلقات المُسلسَل بِعُنوان «لعنة جاكل»، تَتَناوَل أَحداث مُتَتالِية فِي مصر في مايو عام 1908، والمكسيك فِي مارس عام 1916. وَتَّم بَّث 11 حَلقة أُخرى، فِي عام 1992 مِن بَينِها سَبع حَلقات لِلمَوسِم الأَّوَل، و4 حَلقات لِلمَوسِم الثانِي. وَما لَبَثَت أَن قامَت قَناة أي بي سي، فِي عام 1993، بإِيقاف عَرض المُسلسَل، وَكانَت قَد عُرِضت 16 حلقة فَقَط مِن إِجمالي 20 حلقة كان مِن المُقَّرر بَّثها على شاشة التِليفِزيون. وَبَعد إِلغاء عَرض المُسلسَل، قامَت شَبَكَة قنوات أمريكا بِبِّث باقِي الحَلقات التِي تَّم إِيقاف عَرضها، وَتَلَى ذَلِك تصوير 8 حَلقات أُخرى تَّم تَجمِيعها وَدَمجها فِي 4 أفلام تليفزيونية، وَعُرِضت فِي الفَترَة مِن عام 1994 حتى عام 1996.
وكان جورج لوكاس، يَنوِي خِتام سِلسِلة المُغامِرات باستِعراض حَياة انديانا جُونز حَّتى سِّن الرابِعة والعِشرين إِّلا أَّن المُسلسَل تَوَّقَف عِند أَحداث حَياة إنديانا جونز عِند سِّن الحادِية والعِشرين.

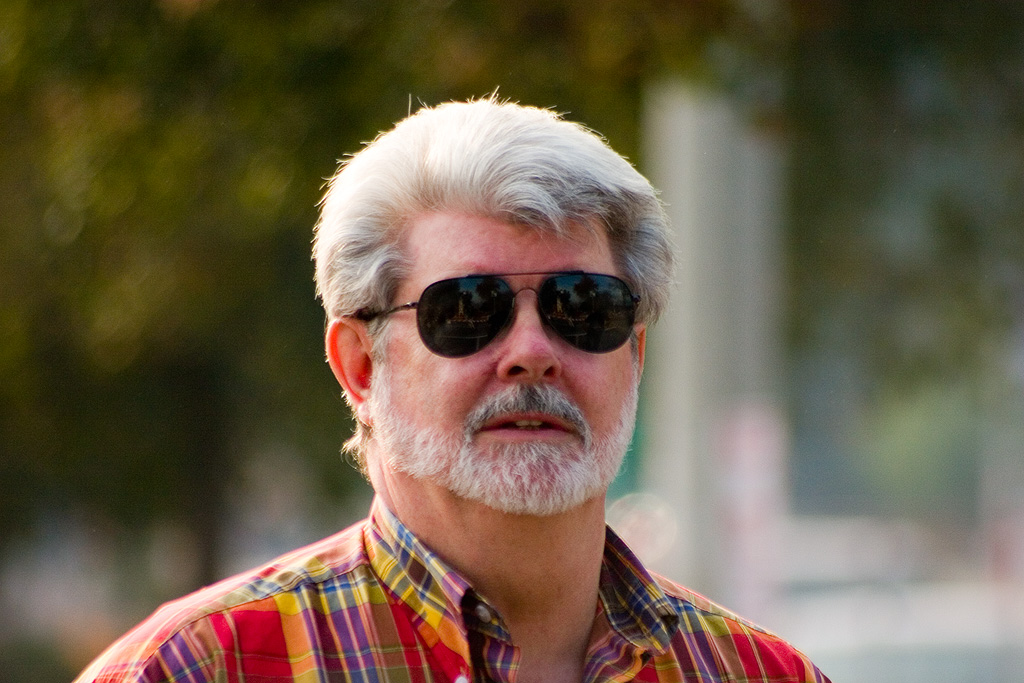
صورة لجورج لوكاس

احتَوَت الحَلقة الافتِتاحِية للمسلسل، على مَجمُوعة كَبِيرة مِن المُغامَرات، والأَحداث التِي كان لَها دَور فِي تميز المُسلسَل. ومُنذُ بَدَأ عَرض المُسلسَل، نالَ شعبية كَبيرة لَدى جمهور المُشاهِدين، حَيثُ حَصَدَت شَخصِية انديانا جُونز شَعبِية كَبيرة، كَما حَصَد جورج لوكاس أيضاً شُهرة واسِعة لَدَى الجَماهِير.
لَكِن لِسوء الحَّظ، فإِن ما جَذَب المُشاهدِين للمسلسل هِي القصص والمُغامَرات التِي تَضَّمَنَتها حَلقات المُسلسَل وَليس لِكَونِه مادة تَعلِيمية، بَل أَنهم كانوا يَعُدونَه طَويلاً وبَطيء الأَحداث ومُمِل. ومِّما لَم يَجِد قَبولاً أَيضاً لَدَى مُتابِعي المُسلسَل هُو ظُهور شَخصية إنديانا جونز المُسِن، ذَلِك العَجُوز البائس الذَي كان كُل ما يسعى لَهُ هُو نَشر المَوعِظة فِي بِلاد العَبَث.
وَبَعد فَترة وجِيزة، انخَفَضت نِسبَة مشاهدة المُسلسَل وقامَت القَناة بِتَغيير مَواعِيد البَّث، مَّما أَثار تَخَّبُطا لَدَى المَشاهِدين.
وَبَعد مُرُور سِتة أَسابيع على عَرض المُسلسَل، قامَت القَناة بِوَقف عَرضه، وبِذلِك تَبَّقت 12 حلقة لم تُعرَض بَعد.
أَّما المَوسِم الثانِي، فكان مَزِيجاً مِن الحَلقات التِي تَّم وَقفها عَن العَرض، وحَلقات أُخرى جَديدة تَّم تَصوِيرها. وَفِي مُحاوَلة لِتَفادِي عُيُوب الحَلقات السابِقة، قام مُؤلِفو العَمل بِحَذف المَشاهِد التِي ظَهَر بِها إنديانا جونز المُسِن، وأَبَقوا فَقَط على التَعليق الصَوتِي لإنديانا جونز الشاب الذِي تَنتَهي بِه الحَلقة.
لَكِن هَذا لَم يَكُن كافياً لإَرضاء الجُمهُور، وَبَعد 21 حَلقة تَّم إِيقاف العَرض مَّرة أُخرى، وَتَبَّقى بِذَلِك 4 حلقات لَم تُعَرض على التِليفزيون.
وَعَلى الرَغم مِن تَقدِير النُّقاد للمُسلسَل والجَوائز التِي حَصَدَها، فإِن المُسلسَل لَم يُحَّقق النِسبة المَرجُّوة لِلمُشاهَدة عَلَى التِليفِزيون، لِذَا لَم يَستَمِّر طَوِيلاً.
عُرِضَ مسلسل مُغامَرات إنديانا جونز فِي جَميع أَنحاء العالَم، وَتَم بَّثُه على قَنَوات مُتَعَدِدة مِثل قناة جيمي في فرنسا، وقناة أنتينا 3 في إسبانيا، وقناة سات.1 في ألمانيا.

## آراء حول المسلسل
عَلى الرَغم مِن حُصُول المُسلسَل عَلى عِّدة جَوائز، فإَنَهُ حاز إِعجاب وَتِأييد عَدَد قَليل مِن المُشاهَدين، وَتَعَّرَضَ لانتِقادات كَثيرة مِن قِبَل الصَحافَة ونقُّاد الفن. فَقَد وَصَفَت صَحِيفة نيويورك تايمز المُسلسَل، بالضَعيف وبِبَطِيء الأَحداث والمُمِّل، كما انتَقَدَت عَدَداً مِن عَناصِر المُسلسَل، وَوَجَدَت بِهَا قُصُوراً، وَوَصَفَت عَناصِر أُخرى بالتَفاهَة والتَدَّني. وَمِثال عَلى ذَلِك، انتِقاد الصحيفة إِسناد أَداء دَور شَخصِية إنديانا جونز. لِأَكثَر مِن مُمَثِل. كَما استَنكَرَت الصحيفة المادة العِلمِية المُقدَمة فِي المُسلسَل، مُشِيرة إِلى أَنه تم إِغفال وحَذف أَحداث وَرَحلات تارِيخية غاية فِي الأَهمية، وكَذَلِك انتَقَدَت الأُسلُوب، والشَكل، والمُوسِيقى غَير المُتَناسِقين.
أَّما صَحَيفة فاريتي، فَقَد أَبدَت عَّدة آَراء إِيجابِية فِي المُسلسَل لَكِن تَوَّقَعَت لَه فَشَلاً كَبِيراً مِن حَيثُ انخِفاض نِسبَة المُشاهَدة،
«باختِصار يُمكِن القَول بأَّن مُسلسَل مُغامَرات انديانا جُونز هُو عَمَل جِّيد وَيُمكِن أَن يُعتَبَر مِن أَفضَل الأَعمال المَعرُوضَة حالِياً على شاشة التليفزيون، لَكِنه يَبدو أيضاً أَّنه واجَه إِخفاقاً تجارياً» (ريان لوري)
وفِي حِين أَشاد النُّقاد بالمُسلسَل فِي بَعض الصُحُف الأَمرِيكِية، مِثل صَحِيفَة أمريكا اليوم، وصحيفة نيويورك بوست، وصحيفة «ديلي نيوز»، أَعرَب عَدَد آَخَر مِن النُّقاد عَن استِيائهِم وَرفضِهِم لِهَذا العَمَل التَليفَزيوني، فِي بَعض الصُحُف الأُخرى مثل صحيفة واشنطن بوست، ونيويورك تايمز، و«لوس أنجلوس تايمز». ،
حَيثُ عَّرَفَت صحيفة «واشنطن بوست» المسلسل بِأَّنَه، «المَلَل القاتِل، فَقَد انطَفَأ بَرِيق شَخصِية انديانا جُونز التَي كانَت مُتألِّقة فِي السينما. الشَخصيات فِي المُسلسَل غامِضة، وَلَيس لَها مَلامِح واضِحة. والمُحتَوى رَديء جِّداً، وَهَّش، وَذُو مُستَوى مُتَدَّني».
وَعَلى العَكس مِن ذَلَك، أَشادَت صَحيفة «دايلي نيوز» بالعُمُل وبالمُحتوى التَعليمي بِشَكل عام، حَيث كَتَبَت:، «لَقَد نَجَح جورج لوكاس فِي إِيجاد طَريقَة لِتَعلِيم الشِباب الذِين يُعانُون مِن شِبه أُمِّية، فَقَد هَجَروا القِراءة فِي سَبِيل الاستِمتاع بِمُشاهَدة التِليفزيون. فَتُعَّد مُغامِرات انديانا جُونز، مِن أَفضَل المَواد التَعلِيمية وأَكثرِها مُتعة بِفضل ما تُقَدِمُه مِن مُحتِوى تارِيخي وَفَّني وَفَلسَفي».
وَمِن أَرجَح وَأَقوى الأَسباب فِي إِخفاق المسلسل، هِي تِلك الحقيقة أن المُسلسَل يَسير فِي اتِجاهات مُختَلِفة، وَتَتناوَل كُل حَلقة مَوضُوعا مُختَلِفاً. وَتَّم تَوظِيف الفِكرة بِشَكل مُجَّزء ومُنفَصِل، وَخَرَج العمل بأَفكار مُنقَسِمة، فِي الحَقِيقة كان مِن المُمكِن أَن يُشارِك كُّتاب السيناريو مَعاً فِي كِتابة هَذا العَمَل وَيحرِصُون عَلى الالتِزام بِرواية واحدة، وأَفكار مُترابِطة لإَخراج عَمَل مُتوازِن، لَكِن بَدلاً مِن ذَلِك قام كُل مِنهُم بِكِتابَة مَوضُوعات وأَفكار فَردِية. وَهَذا على العَكس تَماماً بالنِسبة للمُخرِجين. فَقَد كان مُؤلِفو العَمَل يَعمَلون مُنفَرِدين، كُل على حِدَة دُونَ الالتِفات لِما يَقُوم بِه باقِي المُؤلفون وَفَريق العَمَل، وَدُونَ وُجُود أَفكار واضِحة مُتعَلِقة بالمُسلسَل.
وآثَر بَعض المُخرِجين إِضفاء تَعدِيلات على شَخصِية إنديانا جونز، وإَظهارِها مِن وِجهة نَظَرِهم بَدَلَاً مِن الالتِزام بالشَخصِية الكِلاسِيكِية الأَصلِية، مِّما أَدى إِلى حُدوث ثَغرات بَين الشَخصِية الأَصلية، والشَخصِية المُستَحدَثة التِي ظَهَرَت فِي المُسلسَل.
وَهَذا كان مِن شَأنِه أَن يُحدِث العَديد مِن المَتاعِب لِلمُمَثِلين القائمين على العمل، كما صَّرح البطل شون باتريك فلانيري قائلاً، أَنَه كان هُناك عِّدة مُخرِجين شارَكوا فِي العَمَل، وَقَد كان بَعضُهُم يُوَجِهه إِلى الالتِزام بالشَخصِية الأَصلية لإنديانا جونز والسَير على المِنهاج الصَحيح ذاتِه فِي أَداء الدَور، والبَعض الآخَر كان يُفَّضِل الابتِكار وإِضفاء مَلامِح أُخرى جَديدة وَشيء مِن الغُمُوض على الشَخصية.
وَقَد نالَت بَعض حَلقات المُسلسَل إَعجابه، بَينَما اعتَبَر حَلقات أُخرى دُون المُستَوى وَلَيس لَها مَعنى. وَلِهَذا السَبَب يَرى فلانيري اختِلاف شَرِيحة الجُمهور المُتابِع للعَمَل يوماً بعد الآخر، فَنَجَد حَلقة يُشاهِدُها صَبي ابن الثالثة عَشرَة مِن عُمرِه، وَحَلقة أُخرى تُشاهِدُها امرأة فِي السِتين مِن عُمرِها شِبه أُمية لا تُجيد سِوى كِتابَة الأبجدية.
وعلى الرَغم مِن أَن المُسلسَل لَديه بطل واحد فَقَط وَهُو إنديانا جونز، فإِن المُخرِجين يَسعَون دائماً نَحو إِظهار الشَخصية بأَنماط مُتَعَدِدة.

## الجوائز
فِي الفَترة مِن عام 1992 حتى عام 1994، حَصَد مسلسل «مُغامِرات انديانا جُونز» العَديد مِن الجَوائز والتَكرِيمات. حَيثُ تَّم تَرشِيح المُسلسَل ل جائزة إيمي الأمريكية emmy awards، حَوالَي 23 مَّرة، وحاز بالفِعل مِنها على 10 جوائز. كَما تَّم تَرشِيح المُسلسَل لِجائزة الفَنان الشاب young artist awards، وجائزة غولدن غلوب golden globe كأَفضَل مُسلسَل تِليفِزيوني.
وَقَد حَصَد مسلسل «مُغامَرات انديانا جُونز» الجَوائز الآتية:
جائزة إيمي emmy awards عام 1992:
- جائزة أَفضَل سيناريو فاز بِها جافين بوكوت.
- جائزة أَفضَل تصميم أزياء فازَت بِها تريشا بيجار.
- جائزة أَفضَل مونتاج فاز بِها إيدجار بوركسين.
- جائزة أَفضَل ماكياج فاز بِها كُل مِن توماس ر. بورمان، بيري دريباند-بورمان، بات هاي، جون هيلز.
- جائزة أَفضَل مُونتاج موسيقى فاز بِها ديفيد ستيفنسون، وجاري سومرز.

جائزة إيمي عام 1993:
- أَفضَل تصميم أزياء فاز بِها بيجي فاريل.
- أَفضَل موسيقى تصويرية فاز بِها جون مكنيلي.
- أَفضَل مونتاج موسيقي فاز بِها كُل مِن، توم بيلفورت، جيمي فوريستر، لاري واتفيلد، كريستوفر سكارابوسيو، ميكل سيلفرز، ديفيد سلوسر، وتوم فيلانو.
- أَفضَل مُؤثِرات، فاز بِها كُل مِن إيريك شاوفين، مارك هولمز، باول هوستون، أليسون سميث-مورفي، يوساي أويسوجي.

جائزة إيمي عام 1994:
- أَفضَل موسيقى تصويرية فاز بِها لورنس روزنتال.

جائزة إيمي عام 1996:
- أَفضَل موسيقى تصويرية فاز بِها، لورينس روزنتال.

## اقتباسات وإشارات
وَكَما تَّم اقتِباس مقاطع، ومشاهد مِن المسلسل وَأُشِير إِليه فِي العَدِيد مِن الأَعمال الفَنية خِلال فَترة التِسعِينيات، احتَوى المُسلسَل أيضاً على مَجمُوعة مِن الأَحداث التِي ارتَبَطَت كِثيراً بِسِلسِلة أَفلام إنديانا جونز.
وَهَذِه بَعض الاقتِباسات والإِشارات للمُسلسَل، التِي ارتَبَطَت بالأَعمال السينمائية،:
- - اقتَبَسَت شَخصِيات سِلسِلة "mistery science theatre 300" كَثِيرا مِن أَحداث المُسلسَل فِي عَديد مِن الحَلقات التِي كانَت تُعرَض بالتَزامُن مَع وَقت عَرض المُسلسَل.
- - فَي فيلم «ووندر بوي wonder boy» فِي أَحد المَشاهِد، بَينَما يَجلِس أَحد أَبطال الفيلم أَمام التِليفزيون، يَتَنَّقل ما بَين القَنوات، يَظهَر مَقطَع مِن المُسلسَل مِن حَلقة أيرلندا، أَبريل عام 1916.
- - كَما أَن العَلاقة المُتَضادَة بَين إنديانا جونز، والَأب التي شُوهِدَت لِأَّوَل مَّرة فِي فيلم «إنديانا جونز والحملة الأخيرة»، ظَهَرَت أيضاً بِشكل جَلِّي وَمُفَّصَل فِي مُغامَرات انديانا جُونز فِي مَرحَلة الطفولة.
- -البَحث عَن «عَين» الطاووس، مِن أَهَّم المشاهد التِي تَكَّرَرَت خِلال أَحداث المُسلسَل هِي ألماسة كَبِيرة، ظَهَرَت أيضاً فِي فيلم «إنديانا جونز ومعبد الهلاك».
- - كَما سُرِدَت أيضاً تَفاصِيل رِحلة إنديانا جونز فِي المكسيك، والتِي كانَت قَد سُرِدَت أيضاً في فيلم «إنديانا جونز ومملكة الجمجمة الكريستالية».
- فضلاً عَن رِواية أَحداث، وَتَفاصِيل عَن حَياة إنديانا جونز خِلال الحرب العالمية الأولى، وَكيف أَصبَح جُندياً فِي الجيش البلجيكي، وَعَن أَّول مُغامَرة لُهُ مُنفَرِداً.

## توثيق المسلسل على شرائط فيديو واسطوانات مدمجة
تَّم إِعادَة مونتاج مسلسل «مُغامَرات انديانا جُونز»، وَتَجميع حَلَقاتِه فِي فُصُول وَصَل عَدَدها إِلى 22 فصلاً، على أَن يَضُم كُل فصل حَلقتين مِن حَلقات المُسلسَل بِنِّية طَرحِها على شَرائط فيديو، وَذَلِك فِي عام 1999. وَقَد تَّم تَصوير مادة جَدِيدَة لإِدراجِها فِي بَعض الحَلقات، وَتَّم حَذف التَعليقات الصَوتِية لإنديانا جونز فِي سِّن الثالِثة والعِشرين التِي تَختَتِم بِها الحَلقات لِتَقليل مُّدة الانتِقال بَين حَلقة وأُخرى. بالإِضافَة إِلى دَمج بَعض الحَلقات مَع حَلقات أُخرى، حَيثُ تَّم دَمج حَلقة «طنجة، 1908» المَمنُوعَة مِن العَرض مَع حَلقة «مصر، 1908» لِتَشكِيل المُغامرة الأُولى، كَما تَّم دَمج حَلقة «المغرب، 1917» مَع حَلقة «شمال إيطاليا، 1918» لِسَرد حكاية أُخرى مِن حَكايا الطُفُولة.
فَضلاً عَن إِضافة 4 حَلقات لَم تَكُن عُرِضَت على التِليفِزيون إِلى إِصدارات الفيديو وَهِي حَلقات فلورنسا، مايو 1908، براغ 1917، ترانسيلفانيا 1918، وفلسطين 1917.
كَما تَّم تَبدِيل عُنوان المُسلسَل مِن «مُذكِرات الشاب انديانا جُونز» لِيُصبِح «مُغامَرات الشاب انديانا جُونز»

### شرائط فيديو وأقراص ضوئية
بَدَأ إِصدار المسلسل على شَرائط فيديو، وأَقراص ضَوئية في 21 أبريل عام 1993، باليابان. حَيثُ تَّم طَرح مَجمُوعة مِن الأَقراص الضَوئية بالأسواق، تَحتَوي على 15 حلقة بالإِضافَة إِلى فيلم وثائقي حَوَل تَفاصِيل إنتاج المسلسل. وَقَد صُّمِمَت الأَقراص وِفقاً لِلمَعايير المُتعارَف عَليها باليابان، حَيثُ تُنسَخ الحَلقات مُتَرجَمة، بِحيثُ تَكُون الحَلقات بالإنجليزية وَتَظَهَر الترجمة، باليابانية فِي شَريط صَغير أَسفل الشاشة.
وَفِي عام 1993، طَرَحَت شَرِكة «بارامونت» سِّتة أَشرِطة فيديو للمسلسل فِي كُل مِن إنجلترا، وهولندا، وفنلندا. وَقَد أَصدرت الشركة الأَشرِطة الثلاثة الأُولى فِي 8 نوفمبر عام 1993، فِي حِين تَّم طَرح الأَشرِطة الثلاثة الأُخرى فِي 22 نوفمبر مِن العام ذاتِه.
وَفِي 26 أكتوبر عام 1999، شَهِدَت الولايات المتحدة الأمريكية إِصدار أَجزاء مِن المسلسل على أَشرِطة فيديو. وَفِي عام 2000، تَّم طَرح تِلكِ الأَشرِطة فِي الأسواق فِي إنجلترا، والمجر، ونيوزيلندا، وأستراليا، وَبِلدان أُخرى مِن بَينِها إيطاليا، حَيثُ تَّم بَيعها فِي الأَسواق الإِيطالية مُتَضَّمِنَة العَناوِين التالية:
- (06) أَجازة مَليئة بالمُغامَرات.
- (08) خَنادِق مِن الجَحيم.
- (10) قِطار الَأشباح.
- (11) أُوغانغا، إِله الحَياة والمَوت.
- (12) هَجمات الصُقُور.
- (13) مُغامَرات فِي المُخابَرات.
- (15) جُنون فِي الصحراء.
- (16) حِكايات بَرِيئة.
- (17) أَقنِعة الشَّر.
- (18) كَنز عَين الطاووس.
- (20) سَّر البلوز.
- (22) حَماقات هُوليود.

وَكانَت أَّوَل الشَرائط التِي صَدَرَت، هُو شَريط يَحتَوي حَلقة «أوغانغا إله الحياة والموت»، وأيضاً الثلاثة أفلام الأُولى والتِي حَمَلَت الأَرقام (23-24-25) على الشَريط.
أَما عن حَلقة «سِّر البلوز» التي تَضَّمَنَت المشاهد التِي ظَهَر بِها الفَنان هاريسون فورد فِي دَور إنديانا جونز، لَم تَكُن مُضمَنة فِي النُسخة التِي كانَت تَبُثُها قناة راي، حَيثُ كانَت هَذِه المَشاهِد عِوضاً عَن المَشاهِد التِي ظَهَر بِها إنديانا جونز العَجُوز. وَقَد عَرَضَت قناة تيليمونتكارلو نُسخة المُسلسَل التِي تَحتَوي على مَشاهِد هاريسون فورد فِي عَباءة انديانا جُونز.
أَما الغُلاف المُصاحِب لِشَرِيط الفيديو، حَمَل عِبارَة مَكتُوبَة تُفيد بأَن سِلسِلة مُغامَرات انديانا جُونز هِي سِلسِلة مُتكامِلة إِّلا أَن الحَلقات التِي تَّم إِيقافها عَن العَرض فِي أمريكا، قَد واجَهَت المَصير نَفسَه فِي إيطاليا.

### اسطوانات ال «دي في دي»
فِي عام 2002، صَّرَح منتج المُسلسَل ريك مكالوم، فِي أَحَد اللِقاءات الصَحَفِية مَع صَحيفة «فاريتي»، أَن اسطِوانات ال «دي في دي» الخاصة بالمسلسل فِي طَرِيقِها للأَسواق لَكِن لَن يَتِّم ذَلِك قَبل 3 أَو 4 سَنَوات.
وَخِلال مؤتمر صحفي لِعَرض وِمُناقَشة إِصدار ال «دي في دي» ل «حرب النجوم: الحلقة الثالثة انتقام سيث»، فِي عام 2005، أَوضَح مكالوم أَنه سَيَتِّم إِطلاق حَوالَي 22 اسطِوانة «دي في دي» وَسَتَتَضَمَن حَلقات المُسلسَل، بِجانِب 100 فيلماً وثائقياً يُوَضِح الجوانب التاريخية التِي تَناوَلَها المُسلسَل.
وَكان مُنتِجَّي الفيلم جورج لوكاس، وريك مكالوم، يَطمَحان إِلى أَن يَكُون المسلسل مادة جَّيدة يستعان بِها فِي المدارس، وأَن يُعتَبَر بِمَثابَة طَريقَة حَديثَة لِتَعليم التاريخ.
وَقامَت شَرِكَة لوكاس فيلم، بِتَطوير وَتَحسين وُضُوح الصورة وَجَودَة الصوت، إلا أن هذه التطويرات والتعديلات كانت سبباً في تأخر إصدار الاسطوانات.
وَتَقَّرَر أَخيراً طَرح مَجموعة الاسطِوانات بالاسواق، بالتَزامُن مَع طَرح فيلم «إنديانا جونز والجمجمة الكريستالية»،
وأَّكَد مَوقِع ستار وورز "starwars.com" أَن الدُفعَة الأُولى مِن المسلسل سَتَكُون مُتاحة فِي 23 أكتوبر عام 2007، والدُفعَة الثانية سَتَكُون مُتاحَة فِي ديسمبر مِن العام نَفسِه، َأّما الدُفعَة الثالثة سَيَتِّم إِطلاقها فِي 28 أبريل عام 2008.
وَحَصَلَت قناة هيستوري "the history channel" على حُقُوق الَّبث لِعَرض 94 فيلم وثائقي مِن ضِمن الأَفلامالمائة التِي تَّم طَرحَها على اسطِوانات «دي في دي».
وَكان عَرض تَلكَ الأَفلام الوَثائقية بِمَثابَة حَملَة إِعلانِية لِلتَرويج لِلمُسلسَل وَلِلفيلم الرابِع المُقَّرَر إِنتاجه.
وَلَم يَتِّم طَرح أياً مِن اسطِوانات ال «دي في دي»، أَو الأَفلام الوَثائقية فِي إيطاليا حَّتى الآن، وَلا تُوجَد أَي مَعلُومات عَن نِّية طَرحِها مُستَقبَلاً.

## اقرأ أيضاً
- إنديانا جونز
- جورج لوكاس

## سيرة ذاتية
- (EN) Dan Madsen, The Young Indiana Jones Chronicles, On the Set and Behind the Scenes, Doubleday Books for Young Readers, رقم دولي معياري للكتاب 0-553-37006-5[الإيطالية].
- (EN) Charles Champlin, George Lucas: The Creative Impulse, Rev Upd Su edition, رقم دولي معياري للكتاب 0-8109-3580-5[الإيطالية].

## ملحوظة إضافية
- يمكن الاطلاع على Wikiquote حيث تحوي موضوعات متعلقة بالمقالة، أو انظر Le avventure del giovane Indiana Jones